# Allionia
Allionia nom. cons, maleni ali veoma rasprostranjen biljni rod iz porodice noćurkovki. Prostor dviju priznatih vrsta proteže se se sve od Sjedinjenih Država na sjeveru, pa preko Srednje Amerike do sjevernog Čilea i Argentine
Ime rodu dao je Linnaeus u čast talijanskog botaničara Carla Allionija (1725. – 1804.).

## Opis
Ovaj rod se javlja kao jednogodišnja biljka ili trajnica. Kod obje vrste koje je teško razlikovati cvjetovi su ružičasti, biseksualni, a tri odvojena cvijeta čine jedan. Stabljika je dlakava, kod A. incarnate, može narasti do 1.5 metra

## Ljekovitost
Kod američkih Indijanaca korištena je kao lijek. Indijanci Seri pravili su od nje čaj protiv proljeva, a poznavali su je i Hopi i Navahi.

## Vrste
1. Allionia choisyi Standl.
2. Allionia incarnata L.

## Vanjske poveznice
- Southwest Desert Flora Allionia incarnata, Trailing Windmills
- Southwest Desert Flora Allionia choisyi, Annual Windmills